# Arena Heden
Arena Heden var en bandybana på Heden i Göteborg som invigdes den 6 december 2008  med fest och fyrverkerier. Den fungerade som hemmaplan för Gais Bandy. Under det varma halvåret fungerade arenan som fotbollsplan istället.
Den 13 december 2008 spelades första matchen, där Gais och Ale-Surte BK spelade 5-5 inför 1 680 åskådare i Allsvenskan .
Arenan blev årets bandyarena 2008/2009 där även Skarpe Nord i Kungälv och ABB Arena i Västerås fått utmärkelsen
En gruppspelsmatch mellan Sverige och Ryssland i bandy-VM 2013 spelades här 31 januari 2013. Matchen slutade 7-5 till Sverige inför 5812 åskådare vilket innebar nytt publikrekord för arenan.
Arena Heden fungerade även som skridskobana för allmänheten. Säsongen 2008/2009 hade man närmare 50.000 besökare.
Från och med december 2017 var bandybanan enbart öppen för allmänhetens åkning. Anläggningen stängde i mars 2019, då den inte längre var miljömässigt säker och det förekom läckage av köldbärarvätska.